# ФК Оита тринита
Оита тринита (јап. 大分トリニータ) јапански је фудбалски клуб из Оите.

## Име
- ФК Оита тринити (јап. 大分トリニティ, 1994—1998)
- ФК Оита тринита (јап. 大分トリニータ, 1999—)

## Успеси
Првенство
- Фудбалска лига Кјушуа: 1995.
- Џеј 3 лига: 2016.
- Џеј 2 лига: 2002.

Куп
- Куп Џеј лиге: 2008.